# Institut d'Orientació Professional
L'Institut d'Orientació Professional fou un organisme d'orientació professional i anàlisi del mercat laboral creat per la Diputació de Barcelona i l'Ajuntament de Barcelona. Funcionà entre els anys 1919 i 1939.

## Història
El desembre de 1917 la Diputació de Barcelona va aprovar un dictamen a fi de crear un organisme mixt amb l'Ajuntament destinat a l'orientació professional. El nou institut, nascut gràcies a les gestions de Josep Ruiz Castellà, secretari i cap del personal tècnic del Museu Social, tenia com a objectius:
- estudiar l'estat dels oficis, arts i indústries catalanes per tal d'establir orientacions escolars
- practicar l'orientació professional individual
- exercir el patronatge social sobre els aprenents
- dur a terme estudis i síntesis de caràcter antropomètric mental o psicològic

Fins al setembre de 1918, quan l'Ajuntament va aprovar el projecte, no es va constituir la primera junta presidida per Joan Vallès i Pujals, president de la Diputació, i com a vicepresident en Manuel Morales Pareja, alcalde de Barcelona. El consell consultiu del nou institut el formaren: Francesca Bonnemaison, Josep M. Tallada, Manuel Ainaud, Enric Tarragó, Josep Agell i Josep Ruiz Castellà, nomenat director.
El Projecte de funcionament de l'Institut d'Orientació Professional establia diverses seccions i obrir un concurs-oposició per proveir les places del personal tècnic. Resultaren elegits Josep Barbey, cap de secretaria i informació, Lluís Trias de Bes, cap de la secció mèdico-antropomètrica, Emili Mira i López, cap de la secció psicomètrica, Agustí Granada, cap de la secció estadística, i J. Millàs-Raurell, auxiliar de secretaria. L'Institut va ser inaugurat oficialment el 4 de juny de 1920 amb una visita de Josep Puig i Cadafalch, president de la Mancomunitat, acompanyat per Joan Vallès i Pujals i Lluís Nicolau d'Olwer. Comptava amb un ajut anual de 20.000 pessetes de l'Ajuntament i 25.000 pessetes de la Diputació i després de la Mancomunitat.
Els membres de l'Institut van ser molt actius en les tres primeres conferències internacionals sobre orientació professional i organització científica del treball. La primera va tenir lloc a Ginebra, el setembre de 1920. La segona fou celebrada a Barcelona un any més tard. I la tercera a Milà, l'octubre de 1922. L'Institut també edità els Annals de l’Institut d’Orientació Professional (1920-30), la Revista de Psicologia i Pedagogia (1933-37).
Amb la Dictadura de Primo de Rivera l'Institut va preservar l'autonomia de funcionament, però sota les normes generals pel que fa a la formació professional que va començar a marcar el Ministerio de Trabajo, Comercio e Indústria.